# Lip Service (televisieserie)
Lip Service is een Britse dramaserie over de levens van een groep lesbische vrouwen die in Glasgow, Schotland wonen. De opnamen van het programma, waarin actrices Laura Fraser, Ruta Gedmintas en Fiona Button een rol spelen, begonnen in de zomer van 2009 in Glasgow. Het programma ging van start op 12 oktober 2010 op BBC Three. Het werd eind 2010 bevestigd dat er een tweede seizoen zou komen en het filmen hiervan begon op 30 mei 2011. Het tweede seizoen werd vanaf 20 april 2012 uitgezonden op BBC Three. In januari 2013 kondigde Harriet Braun, de bedenkster van de serie, aan dat BBC Three het programma zonder reden had stopgezet.

## Rolverdeling
| Acteur                | Personage                     | Karakterbeschrijving | Seizoen |
| --------------------- | ----------------------------- | --- | ------- |
| Laura Fraser          | Cat MacKenzie                 | Een architect met een nerveuze, neurotische persoonlijkheid. Ze is constant in dubio: moet ze kiezen voor een oude liefde of voor een nieuwe toekomst?                                       | 1 - 2   |
| Ruta Gedmintas        | Frankie Alan                  | Een brutale, impulsieve vrouw die bekend staat als seksueel ongeremd. Ze is in het geheim nog steeds verliefd op Cat, ondanks dat ze haar verlaten heeft (voor de verhaallijn van de serie). | 1 - 2   |
| Fiona Button          | Tess Roberts                  | Een actrice die moeite heeft rond te komen en die vaak pech heeft in de liefde, waardoor zij onzeker is geworden.                                                                            | 1 - 2   |
| Emun Elliott          | Jay Bryan Adams               | De vriend en collega van Cat. Hij is een heteroseksuele man die vaak moeite heeft zichzelf te beheersen wanneer er knappe vrouwen in de buurt zijn.                                          | 1 - 2   |
| James Anthony Pearson | Ed MacKenzie                  | De jongere broer van Cat. Hij is een science-fictionauteur die Tess' frustraties deelt wat betreft hun liefdeslevens.                                                                        | 1 - 2   |
| Roxanne McKee         | Lou Foster                    | Een tv-persoonlijkheid die in het geheim een relatie heeft met een van de hoofdrolspelers, maar twijfelt tussen haar gevoelens en haar carrière.                                             | 1       |
| Heather Peace         | Detective Sergeant Sam Murray | Cat's vriendin in de twee seizoenen. Zij is een erg onafhankelijke vrouw die bang is om haar zwakte te laten zien.                                                                           | 1 - 2   |
| Natasha O'Keeffe      | Sadie Anderson                | Een beruchte bad girl die kort met Frankie date maar er daarna in haar eentje op uit trekt.                                                                                                  | 1 - 2   |
| Cush Jumbo            | Becky Love                    | Jay's verloofde, die klaarblijkelijk een eind heeft gemaakt aan zijn sletterige manieren. | 1       |
| Anna Skellern         | Dr. Lexy Price                | Een ziekenhuisarts en de huisgenoot van Tess en Frankie/Sadie, die vaak haar slechte smaak in romantische partners beklaagd.                                                                 | 2       |
| Adam Sinclair         | Dr. Declan Love               | Lexy's homoseksuele collega. | 2       |
| Alana Hood            | Zuster Bea                    | Lexy's getrouwde collega, met wie ze een vrijblijvende relatie heeft. | 2       |

## Afleveringen

### Seizoen 1
| Nr. | Titel        | Regisseur      | Schrijver     | Kijkcijfers | Uitzenddatum     | Productiecode |  |
| --- | ------------ | -------------- | ------------- | ----------- | ---------------- | ------------- |  |
| 1 | Aflevering 1 | John McKay     | Harriet Braun | 580.000     | 12 oktober 2012  | 101           |  |
| Frankie keert terug naar Glasgow om een mysterieus bericht te onderzoeken dat ze van haar stervende tante kreeg. Haar plotselinge terugkeer zet de wereld van ex-vriendin Cat op zijn kop. Cat was net weer begonnen met daten nadat Frankie haar twee jaar geleden met een gebroken hart achterliet. Tijdens een blind date met politievrouw Sam kan Kat alleen maar aan Frankie denken. Aspirant-actrice Tess heeft een gênante aanvaring met haar ex-vriendin, maar haar leven neemt een positieve wending aan wanneer een beeldschone, en op het oog heteroseksuele tv-presentatrice met haar flirt. |              |                |               |             |                  |               |  |
| 2 | Aflevering 2 | John McKay     | Harriet Braun | 579.000     | 19 oktober 2012  | 102           |  |
| Frankie zet haar leven op het spel wanneer ze achter een aanwijzing aangaat die kan helpen haar geheimzinnige verleden te ontrafelen. Het lot geeft Cat een tweede kans wanneer ze politievrouw Sam tegen het lijf loopt, maar misschien is ze nog niet klaar om Frankie te vergeten. Tess zet zichzelf voor schut tijdens een live tv-uitzending en komt erachter dat Lou verre van klaar is om hun relatie openbaar te maken. |              |                |               |             |                  |               |  |
| 3 | Aflevering 3 | Harry Bradbeer | Chloe Moss    | 464.000     | 26 oktober 2012  | 103           |  |
| Cat en Sam genieten van hun huwelijksreis, maar de eerste barstjes komen in hun relatie wanneer Katie's aanwezigheid een probleem wordt. Jay probeert te bewijzen dat hij niet te oud is om een stagiaire te zijn, maar moet ondertussen snel handelen wanneer een vrouw met wie hij flirt bewusteloos neervalt. Wanneer Tess onaangekondigd bij Lou's flat aankomt, is er een onverwachte wending. Er is een shockende onthulling die Frankie's hele identiteit in twijfel trekt. |              |                |               |             |                  |               |  |
| 4 | Aflevering 4 | Harry Bradbeer | Julie Cearey  | 580.000     | 2 november 2010  | 104           |  |
| Cat zet haar relatie op het spel wanneer ze tegen Sam liegt. Ondertussen probeert Sam internet daten, maar ze heeft geen geluk. Frankie en Jay doen iets wat een grote fout lijkt te zijn. |              |                |               |             |                  |               |  |
| 5 | Aflevering 5 | Julian Holmes  | John Jackson  | 508.000     | 9 november 2010  | 105           |  |
| Het is Tess'verjaardag, maar het feest verloopt niet bepaald volgens plan. |              |                |               |             |                  |               |  |
| 6 | Aflevering 6 | Julian Holmes  | Harriet Braun | 534.000     | 16 november 2010 | 106           |  |
| Tess heeft een auditie die haar carrière zou kunnen veranderen, maar komt met Jay vast te zitten in een lift. Ondertussen confronteert Sam Frankie, wat Frankie doet besluiten een ticket terug naar New York te kopen. Cat probeert te voorkomen dat Frankie Glasgow verlaat. |              |                |               |             |                  |               |  |

### Seizoen 2
| Nr. | Titel        | Regisseur         | Schrijver       | Uitzenddatum  | Productiecode |  |
| --- | ------------ | ----------------- | --------------- | ------------- | ------------- |  |
| 1 | Aflevering 1 | Sallie Aprahamian | Harriet Braun   | 20 april 2012 | 201           |  |
| Cat en Sam zijn terug in Glasgow na een romantische maand in Zuid-Amerika. Cat moet er nog mee om leren gaan Frankie weer te zien, nadat ze is weggerend van hun affaire. Tess heeft alles wat haar hartje begeert – een nieuwe baan, een appartement, een vriendin – maar haar eerste werkdag en de aankomst van een nieuwe flatgenoot zorgen voor verrassingen. |              |                   |                 |               |               |  |
| 2 | Aflevering 2 | Sallie Aprahamian | Harriet Braun   | 27 april 2012 | 202           |  |
| Het is Cats verjaardag en Sam heeft een perfecte dag gepland. Cat voelt zich echter een complete bedrieger omdat ze nog steeds het bed deelt met Frankie, die haar een heel ander soort cadeau aanbiedt. Wanneer Tess op tijd weggaat van haar werk, gebeuren er onverwachte dingen. |              |                   |                 |               |               |  |
| 3 | Aflevering 3 | Sallie Aprahamian | John Jackson    | 4 mei 2012    | 203           |  |
| Sam heeft er moeite mee dat iedereen haar zo vertroetelt. Ondertussen trekt de roemruchte redacteur van een tijdschrift Sadie's aandacht tijdens een sollicitatiegesprek. Frankie maakt een drastische beslissing. Tess vraagt Ed om hulp met de lastige Nora, maar is niet voorbereid op de consequenties. |              |                   |                 |               |               |  |
| 4 | Aflevering 4 | Jill Robertson    | Rachel Anthony  | 11 mei 2012   | 204           |  |
| Sadie's oneerbiedige houding naar serveersters toe brengt haar in de problemen. Wanneer Lauren op komt dagen bij het restaurant om haar excuses aan te bieden voor het afsnauwen van Sadie, eindigt het koppel de rest van de middag in een hotelkamer. Lexy verdenkt Bea ervan jaloers te zijn op haar plan om Sam mee te nemen naar een wijn-proeverij. Hierdoor begint Lexy te twijfelen of hun luchtige affaire wel zo simpel ligt als ze dacht. Ondertussen gaat Tess op een spontane blind date met Meg, een vriend van Nora en Ed. |              |                   |                 |               |               |  |
| 5 | Aflevering 5 | Jill Robertson    | Louise Ironside | 18 mei 2012   | 205           |  |
| Wanneer Sam onverwachts bezoek brengt aan de flat, vormt zich een wig tussen haar en haar vrienden. De situatie met Lexy's stalker wordt erger, maar gelukkig kan Tess helpen, ondanks het feit dat Hugh een obstakel blijkt te vormen. Sadie's relatie met Lauren wordt passioneler. |              |                   |                 |               |               |  |
| 6 | Aflevering 6 | Jill Robertson    | Lena Rae        | 25 mei 2012   | 206           |  |
| Op de dag van haar eerste optreden heeft Tess goede hoop voor haar en Lexy, maar in het theater verloopt alles verre van vlot. Sam voelt zich onder druk gezet haar eerste grote drugsinval te leiden en Ryder weet zeker dat ze er nog niet klaar voor is. Sadie's moeite met het weerstaan van verleiding brengt haar in een lastig parket. |              |                   |                 |               |               |  |

## Productie
Braun werd door de BBC gevraagd een lesbisch drama te creëren dat zich in het Verenigd Koninklijk afspeelt. Ze verklaarde dat de eerste scene die haar te binnen schoot, toen ze begon te schrijven, de volgende was: "een huilende vrouw die zich op een gekke plek bevindt, nadat ze erachter is gekomen dat haar ex iemand anders ziet," gevolgd door "iemand die terugkeert uit New York en haar ex in een staat van paniek brengt." Deze twee scènes leidden tot de ontwikkeling van de drie hoofdrolspelers: Cat, Frankie en Tess.
Braun gaf elke acteur een overzicht van hun karakter en liet hen de volle karakterisering uitwerken. Voor Gedmintas betekende dit dat ze haar lange blonde haren in een korte bob moest laten knippen. Er was een gerucht dat de regisseur iedere acteur een handleiding over lesbische seks had gegeven welke zij moesten lezen voordat het filmen begon. Braun bevestigde echter in een interview met de Australische Star Observer dat dit slechts een mythe was. Het eerste seizoen werd geheel gefilmd in Glasgow in de winter van 2009/10.

## Ontvangst

### Kijkcijfers
De eerste aflevering debuteerde met 580.000 kijkers en pikte een extra 8.000 kijkers op van het BBC HD-kanaal. Het had een publieksaandeel van 4,4%.

### Kritische ontvangst
De eerste aflevering ontving gemengde reacties van critici. Claudia Cahalane van The Guardian schreef dat het "enorm betekenisvol" was voor een dramaserie om lesbische en biseksuele relaties te normaliseren. Daarbij citeerde ze een BBC studie die concludeerde dat lesbische vrouwen, in de programmering van een willekeurig geselecteerde 39 uur aan uitzending, slechts twee minuten te zien zijn. Hoewel Cahalane haar teleurstelling uitte over het feit dat de aflevering geen Butch-lesbiennes representeerde, vond ze het "belangrijk om Lip Service erkenning te geven voor de goede service die het Britse lesbiennes verleent." Keith Watson van de Metro bekritiseerde het tokenism van het programma, daarbij suggererend dat het programma alleen stereotypen van lipstick lesbiennes bevatte om de diversiteit quota van de BBC te halen. Hij merkte op dat het programma: "Zo hard probeerde modern en bevrijdend te zijn, maar het voelde [vooral] vermoeid en lui." Amol Rajan van The Independent bekritiseerde de aflevering voor zijn "betreurenswaardig lege plot" en noemde het programma "geest-verlammend saai." Hij uitte wel zijn sympathie voor de "duidelijk getalenteerde" cast, maar: "Door te proberen een punt te maken van het belang te engageren met lesbische zaken, maakt dit programma ze uiteindelijk triviaal. De lesbiennes worden niet aan ons gepresenteerd als interessante mensen of als karakters die borg staan voor sympathie; zij zijn slechts van belang om hun seksuele voorkeuren. Dat is onvolwassen, neerbuigend en onrealistisch." De Evangelische actiegroep de Christian Institute berichtte dat ze klachten hadden ontvangen van kijkers over de seksuele inhoud van het programma.